# 米尼翁河
米尼翁河（法語：Mignon，法語發音：[miɲɔ̃] ⓘ）是法国新阿基坦大区德塞夫勒省与滨海夏朗德省的河流，是尼奥尔塞夫尔河的左支流，长46千米。